# الجدول الزمني لحرب لبنان 2006 (يوليو)
هذا هو الجدول الزمني لحرب لبنان 2006 خلال شهر يوليو.

## 12 يوليو
حزب الله
- في حوالي الساعة التاسعة صباحا بالتوقيت المحلي أطلق حزب الله صواريخ كاتيوشا عبر الحدود اللبنانية مع إسرائيل كتكتيك متحول يستهدف بلدة شلومي والبؤر الاستيطانية في منطقة مزارع شبعا. في الوقت نفسه شن الجناح العسكري لحزب الله هجوما عبر الحدود في شمالي إسرائيل على هامفي إسرائيلي. قتل ثلاثة جنود إسرائيليين وجرح اثنين وألقي القبض على اثنين وأخذوا إلى لبنان.[1][2]
- قال حزب الله أن هدفه هو «تحرير 10,000 عربي أسرتهم إسرائيل». «استطاعت المقاومة الإسلامية التي نفذت تعهدها بتحرير الأسرى والمعتقلين العرب اعتقال جنديين إسرائيليين (إيهود غولدفاسر وإلداد ريغف) على الحدود مع فلسطين المحتلة» كما قال حزب الله في بيان.
- إن هجمات حزب الله تدين الإدانة الدولية. تدعو الولايات المتحدة والاتحاد الأوروبي واليابان والمملكة المتحدة ومصر والأمم المتحدة إلى الإفراج الفوري غير المشروط عن جنديين إسرائيليين مختطفين. الحكومة السورية وحركة حماس تثنيان على هجوم حزب الله.[3][4]

لبنان
- تم استدعاء السفير اللبناني لدى الولايات المتحدة فريد عبود إلى بريوت بعد تعليقات مثيرة للجدل لدعم حزب الله على شبكة سي إن إن. ادعى مسؤولون في بيروت أن وجهة نظر عبود لم تمثل وجهة نظر لبنان التي تعارض أعمال حزب الله على الحدود الشمالية لإسرائيل.

الولايات المتحدة
- نددت الولايات المتحدة بما أسماه «عمل الإرهاب» غير المبرر الذي يقوم به حزب الله بالقول: «إن إرهابيي حزب الله الذين يعملون من لبنان خطفوا جنديين إسرائيليين وشنوا هجمات صاروخية ضد أهداف مدنية في إسرائيل. تدين الولايات المتحدة بأشد العبارات هذا العمل المستفز الإرهابي الذي تم توقيته لتفاقم التوترات المرتفعة أصلا في المنطقة وزرع المزيد من العنف. نحن نعقد سوريا وإيران اللتين قدمتان دعما طويل الأمد لحزب الله مسؤولا عن أعمال العنف اليوم. نحن ندعو إلى الإفراج الفوري وغير المشروط عن جنود إسرائيليين».
- الولايات المتحدة تلوم سوريا وإيران على خطف الجنديين الإسرائيليين.

إسرائيل
- في محاولة لمواصلة قوات حزب الله والإفراج عن الجنود الذين تم أسرهم أصيبت الدبابة الإسرائيلية ميركافا مارك 2 بمناجم من 200 إلى 300 كيلوغرام. قتل جميع أفراد الطاقم الأربعة. في محاولة لإستعادة جثث الجنود من الدبابة المحترقة أصيب جندي إسرائيلي آخر بنيران حزب الله وقتل.
- تقدمت إسرائيل بشكوى إلى مجلس الأمن التابع للأمم المتحدة والأمين العام للأمم المتحدة كوفي أنان وحثت المجتمع الدولي على تنفيذ قرار مجلس الأمن التابع للأمم المتحدة رقم 1559 التي تدعو الحكومة اللبنانية إلى نزع سلاح كافة الميليشيات داخل حدودها وتوسيع نطاق سلطتها في أراضيها وخاصة إلى جنوب لبنان وحدودها مع إسرائيل.
- ردت إسرائيل بهجمات برية وجوية وبحرية. بالإضافة إلى الضربات الجوية على مواقع حزب الله استهدف الجيش الإسرائيلي العديد من الطرق والجسور في جنوب لبنان. أصيب ما لا يقل عن 12 جسرا وقتل مدني لبناني واحد فضلا عن مقاتل من حزب الله. يتم استدعاء قسم مدرعة احتياطي من الجيش الإسرائيلي استعدادا لعمليات واسعة النطاق في لبنان مما يثير المخاوف بشأن الحرب.
- رئيس الوزراء الإسرائيلي إيهود أولمرت يصف هجمات حزب الله بأنها «أعمال حرب غير مبررة» من قبل لبنان ووعد ب«استجابة مؤلمة وبعيدة المدى».

## 13 يوليو
إسرائيل
- فرض الحصار على لبنان.
- إسرائيل تفرض حصارا جويا وبحريا على لبنان. يهاجم المقاتلون الإسرائيليون طريق بيروت-دمشق ويغلقون الشريان الرئيسي للبلاد ويعزلون لبنان عن العالم الخارجي.
- هجوم الساعة 7:45 على مطار بيروت رفيق الحريري الدولي في بيروت وتضرر مدرجان رئيسيان.
- هجوم على قاعدة رياق الجوية في سهل البقاع بالقرب من الحدود السورية مدارج تدمير أول هجوم ضد الجيش اللبناني في حرب لبنان 2006.
- مهاجمة مطار عسكري صغير في قليعات شمال لبنان.
- دمرت إسرائيل مقر حزب الله وأمينه العام حسن نصر الله في جنوب بيروت بعد تحذيرات مبكرة متكررة للمدنيين المحليين.
- يقضي حوالي 220 ألف مدني إسرائيلي ليلتهم في الملاجئ بعد مقتل مدنيين اثنين في هجمات صاروخية. 14 إسرائيليا من بينهم 4 أطفال لا يزالون في المستشفى بعد الهجمات الصاروخية بالأمس.

حزب الله
- قصف حزب الله بلدتي نهاريا وصفد الإسرائيليتين وقرى قريبة مع ما يقرب من 90 صاروخا من طراز بي إم-21 غراد. أسفرت الهجمات عن مقتل مدنيين وإصابة 29 آخرين.
- يتعهد نصر الله بحرب مفتوحة على إسرائيل وضرب المدن خارج حيفا.
- تعرضت مدينة حيفا لقصف صاروخي من لبنان. السفير الإسرائيلي لدى الولايات المتحدة دانيال أيالون يصف إضراب غير مسبوق على حيفا بأنه كبير وتصعيد كبير من جانب حزب الله.

لبنان
- لبنان يعلن رفضه التقيد بقراري مجلس الأمن التابع للأمم المتحدة 1559 و1583 ودعا لبنان إلى السيطرة الكاملة على حدوده مع إسرائيل.

## 14 يوليو
حزب الله
- أطلقت العشرات من صواريخ الكاتيوشا إلى شمال إسرائيل ووصلت إلى حيفا.
- أطلق صاروخان كروزان من طراز سي-701 إيرانيان من التصميم الصيني - أحدهما يدمر قارب صواريخ إسرائيلي من الدرجة الخامسة صواريخ إس إن إس حنيت مما أسفر عن مقتل أربعة من أفراد الطاقم. يضر الصاروخ الآخر بسفينة مدنية تابعة للسجل المصري. يناقش لاحقا ما إذا كان حزب الله أو العسكريين الإيرانيين قد أطلقوا صواريخ كروز.
- قال الأمين العام لحزب الله حسن نصر الله أن حزب الله مستعد للحرب المفتوحة مع إسرائيل.

إيران
- حذر محمود أحمدي نجاد رئيس إيران إسرائيل من رد شديد إذا هاجمت سوريا.

سوريا
- قال حزب البعث الحاكم في سوريا أن سوريا تدعم حزب الله بشكل كامل ضد العدوان الإسرائيلي البربري.

الولايات المتحدة
- أعلن رئيس الولايات المتحدة جورج دبليو بوش اليوم الخميس أنه سيطلب من إسرائيل تجنب وقوع خسائر في صفوف المدنيين في هجماتها على لبنان إلا أنه «لن يتخذ قرارات عسكرية لإسرائيل».

الجيش الإسرائيلي

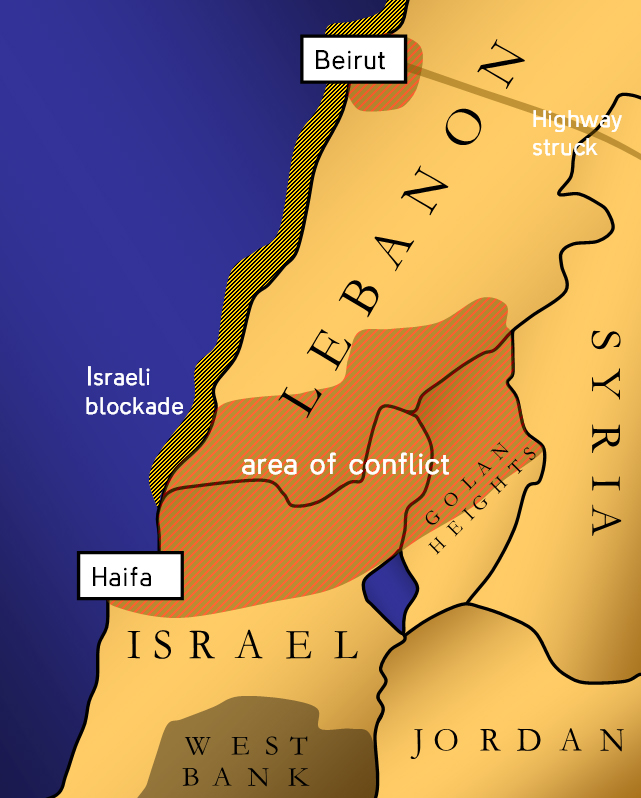
خريطة الصراع حتى 14 يوليو 2006. المنطقة الصفراء هي الحصار الإسرائيلي والمنطقة الحمراء هي الصراع النشط.

- قصف طريق المطار جنوب العاصمة بيروت.
- يسقط منشورات تحذر السكان على الابتعاد عن مكاتب حزب الله في الضاحية الجنوبية لبيروت حيث يعتقد الأمين العام لحزب الله حسن نصر الله للعيش.
- قصف الطريق السريع الرئيسي بين بيروت والعاصمة السورية دمشق.
- هاجم قناة المنار. دمر برج بث وأصيب ثلاثة أشخاص ولكن المحطة واصلت بثها.
- أقامت السفن الحربية حصارا مما منع السفن السياحية من الالتحام في بيروت وقطع قطع الوقود المستخدمة لتشغيل محطات الطاقة اللبنانية.
- غارات جوية وقصف مدفعي لمئات الأهداف في لبنان.
- يضرب مطار بيروت حيث دمرت طائرات الهليكوبتر الحربية مدارج ودمرت خزانات الوقود.
- قصف محطة كهرباء جية

إسرائيل
- أوجز رئيس الوزراء الإسرائيلي إيهود أولمرت ثلاثة شروط لعملية إسرائيلية لإنهاء: التنفيذ الكامل لقرار مجلس الأمن التابع للأمم المتحدة رقم 1559 الذي يدعو إلى نزع سلاح حزب الله ووضع حد للهجمات الصاروخية من لبنان على بلدات إسرائيلية وعودة الجنديين المخطوفين.

## 15 يوليو
الجيش الإسرائيلي
- السفن الحربية تقصف منارة بيروت وأربعة منافذ.
- أطلقت القوات الجوية صاروخا على شاحنة في جنوب لبنان مما أسفر عن مقتل 20 شخصا من بينهم 15 طفلا.
- تسببت عمليات القصف في شمال وشرق وجنوب لبنان في مقتل 15 شخصا وجرح 37 آخرين.
- هاجمت الموانئ التجارية الرئيسية في بيروت وطرابلس فضلا عن الموانئ في مدينتي جونيه وعمشيت المسيحيتين.
- قتل جندي لبناني عندما أصيبت محطة رادار تابعة للجيش في البترون شمال بيروت.
- دمرت الطائرات الحربية مقر حزب الله المؤلف من تسعة طوابق ودمرت مكتب زعيم حماس محمد نزال. نجا نزال من الهجوم.
- قصفت القوات البحرية الإسرائيلية محطة للطاقة الكهربائية على الساحل في محطة جية لتوليد الكهرباء على بعد حوالي 25 كيلومترا جنوب بيروت.
- القوات الجوية الإسرائيلية تضرب أهداف ومرافق حزب الله في لبنان. قال جنرال إسرائيلي أن جميع الرادارات الساحلية اللبنانية دمرت بعد مشاركتها في الهجوم على قارب صواريخ إسرائيلي يوم الجمعة مما أسفر عن مصرع 4 جنود.

الفنانين
- أخذ الفنان اللبناني مازن كرباج البوق إلى شرفة شقته وسجل دويتو ارتجالي مع القوة العسكرية الإسرائيلية. في وقت لاحق قال أن اسم هذه القطعة هو «ليلة النجوم».

حزب الله
- إطلاق 20 صاروخا على حيفا مما أدى إلى مقتل 8 وإصابة 20. كما أطلقت 10 صواريخ على تيبيريوس للمرة الأولى مما أجبر العديد من المدنيين الإسرائيليين المشردين الذين جاؤوا إلى المدينة على الإيواء من المدن الشمالية أبعد من الجنوب، أي ما يزيد عن مائة كاتيوشا. وزير الدفاع الإسرائيلي عمير بيريتس على وشك التوقيع على إعلان «الطوارئ في الجبهة الداخلية» مما مكن قوات الأمن المحلية من إغلاق المدارس وإغلاق بعض المناطق لحركة المرور مما يحد من الأضرار الناجمة عن القتال المتوسع.

الأمم المتحدة
- مجلس الأمن التابع للأمم المتحدة رفض الآن طلبا لبنانيا بفرض وقف لإطلاق النار. صرح رئيس الوزراء الإسرائيلي إيهود أولمرت للأمين العام للأمم المتحدة كوفي أنان بأن إسرائيل لن تنهي عمليتها العسكرية في لبنان حتى تنفيذ قرار مجلس الأمن الدولي رقم 1559 الذي يدعو إلى نزع سلاح حزب الله ونشر الجيش اللبناني في جنوب لبنان.

الولايات المتحدة
- دعا الرئيس الأميركي جورج بوش سوريا إلى حث حزب الله على «وضع أسلحته ووقف الهجوم». وزير الدفاع الروسي سيرغي إيفانوف يدعو حزب الله إلى «التوقف عن استخدام أساليب إرهابية بما في ذلك الهجمات على الدول المجاورة».
- رئيسا الولايات المتحدة وروسيا يختلفان في التركيز في الإعراب عن القلق بشأن أزمة لبنان في قمة مجموعة الثماني والثلاثين في ستريلنا.

## 16 يوليو
حزب الله
- الناصرة وعفولة تضرب بصواريخ حزب الله تصل إلى أعمق الصواريخ التي أطلقتها الجماعة المسلحة.
- أصابت صواريخ حزب الله مدينة حيفا الإسرائيلية الرئيسية مما أسفر عن مقتل 8 مدنيين وجرح 17. أغلقتن خطوط القطارات والجامعات المحلية.

إسرائيل
- إسرائيل تزيد من مستوى التأهب في تل أبيب استعدادا لمزيد من الهجمات.

الجيش الإسرائيلي
- يزعم مسؤولو الأمن اللبنانيون أن الغارة الجوية الإسرائيلية على صور تقتل ما لا يقل عن 16 شخصا وجرحت 42 شخصا.
- 25 قتيلا لبنانيا في غارات جوية للقوات الجوية الإسرائيلية في جنوب لبنان. من بين القتلى سبعة كنديين مع إصابة ستة كنديين آخرين بجراح خطيرة.
- استمرت الهجمات الجوية على الضواحي الجنوبية في بيروت خلال النهار والمساء.

## 17 يوليو
الجيش الإسرائيلي
- استهدفت الغارات الجوية الإسرائيلية معقل حزب الله في لبنان مما أسفر عن مقتل 17 مقاتلا. رد حزب الله بإطلاق صواريخ كاتيوشا على مسافة 35 ميلا جنوب الحدود اللبنانية التي سقطت في مدينة أطلت الشمالية رغم أنه لم يبلغ عن وقوع إصابات.
- دخلت بعض القوات البرية الإسرائيلية لفترة وجيزة إلى لبنان في الجزء الجنوبي منها بهدف استكمال مهمة مهاجمة قواعد حزب الله على الحدود.
- قتل 10 لبنانيين على الأقل في هجوم إسرائيلي على سياراتهم في جنوبي البلاد وفقا لما ذكرته مصادر.
- امتدت حملة إسرائيل الجوية إلى أقصى شمال لبنان مما أسفر عن مقتل 14 شخصا على الأقل من بينهم 9 جنود بعد سقوط صواريخ حزب الله على حيفا.
- تزعم إسرائيل أنها دمرت صاروخا إيرانيا بعيد المدى قادر على ضرب تل أبيب في غارة جوية على لبنان.

الأمم المتحدة / المملكة المتحدة
- حث الأمين العام للأمم المتحدة كوفي أنان ورئيس الوزراء البريطاني توني بلير على تأسيس قوة دولية لتحقيق الاستقرار في الشرق الأوسط لوقف القتال عبر الحدود. تجيب إسرائيل بأن من السابق لأوانه الدعوة إلى إنشاء قوة تابعة للأمم المتحدة.

حزب الله
- ضربت ثلاث جولات من صواريخ حزب الله مدينة حيفا الساحلية الإسرائيلية وأصابت شخصين وجرحت جزئيا مبنى مكون من ثلاثة طوابق.
- أفيد أيضا بأن الصواريخ قد أصابت بلدة أتليت على بعد 35 ميلا جنوب الحدود و5 أميال جنوب حيفا. لم يبلغ عن وقوع إصابات.
- أصيب مستشفى زئيف في زفات بأضرار من جراء صاروخ حزب الله.

إسرائيل
- قال رئيس الوزراء الإسرائيلي إيهود أولمرت في كلمة ألقاها أمام الكنيست:

- رفضت إسرائيل دعوة الأمم المتحدة إلى نشر قوة مراقبة دولية في لبنان لأنها تواصل مهاجمة البلاد.

كندا
- يتجمع الكنديون أمام القنصلية الإسرائيلية في مونتريال للاحتجاج على الغارات الجوية الإسرائيلية في لبنان.

الولايات المتحدة
- تظاهر ما يقدر بنحو 10,000 متظاهر خارج الأمم المتحدة في مدينة نيويورك لدعم إسرائيل مع وجود حشود صغيرة من المتظاهرين المناهضين لإسرائيل أيضا.

## 18 يوليو
إسرائيل
- رئيس الوزراء الإسرائيلي إيهود أولمرت يتعهد بمواصلة القتال حتى يتم إطلاق سراح الجنود الأسرى وأن يكون المواطنين الإسرائيليين آمنين.
- أغلقت إسرائيل ميناء حيفا بعد سقوط صواريخ حزب الله على المدينة الساحلية مما أسفر عن إصابة شخصين.

الجيش الإسرائيلي
- تواصل إسرائيل ضرباتها الجوية عبر لبنان. تسببت الهجمات في مقتل 11 جنديا لبنانيا في ثكناتهم العسكرية شرق بيروت.
- إسرائيل تعترض شحنة صاروخية من سوريا إلى حزب الله.

حزب الله
- ضربت صواريخ حزب الله مجددا حيفا مما أدى إلى إصابة العديد من الإسرائيليين.

المملكة العربية السعودية
- قالت السعودية أنها ستدعم نشر قوة عسكرية دولية لتحقيق الاستقرار في لبنان.

العالمية -
- الحكومات الغربية تقوم بإجلاء مواطنيها من لبنان بأي طريقة ممكنة.
- انخفض مؤشر سوق نيكاي 225 للأوراق المالية بنسبة 2.8 في المائة بسبب عدم اليقين في الشرق الأوسط.

## 19 يوليو
الأمم المتحدة
- قال الأمين العام للأمم المتحدة كوفي أنان أن المعارك بين إسرائيل ومقاتلي حزب الله في لبنان يجب أن تتوقف فورا.

الجيش الإسرائيلي
- الطائرات الحربية الإسرائيلية تهاجم مخبأ في جنوب بيروت يعتقد أنه يضم قادة حزب الله.
- القوات البرية الإسرائيلية تعبر الحدود إلى لبنان في عملية توغل محدودة.
- ضربت الغارات الجوية الإسرائيلية الضاحية الجنوبية لبيروت بالقرب من المطار.
- قتل جنديان إسرائيليان في معارك عنيفة مع مقاتلي حزب الله في جنوب لبنان.

لبنان
- سفينة سياحية تحمل 1000 أميركي يغادرون بيروت لقبرص مع دخول القتال الأسبوع الثاني.
- قتل ما لا يقل عن 55 مدنيا في غارات جوية إسرائيلية على لبنان.

حزب الله
- يواصل حزب الله إطلاق الصواريخ على المدن المدنية الإسرائيلية. أصابت الصواريخ مدينة الناصرة العربية مما أسفر عن مقتل صبيان مسلمان.

## 20 يوليو
الجيش الإسرائيلي
- قتل أربعة جنود إسرائيليين وجرح ستة آخرون أثناء معارك عنيفة مع قوات حزب الله بالقرب من موشاف أفيفيم داخل جنوب لبنان مباشرة.
- قتل جندي وأصيب ثلاثة جنود في وقت متأخر من الليل في 20 يوليو عندما اصطدمت مروحيتان أباتشي في شمال إسرائيل بالقرب من كريات شمونة.

حزب الله
- أطلق حزب الله قذائف هاون على المنطقة لإبطاء إجلاء الجنود الإسرائيليين المصابين. ادعى الجيش الإسرائيلي أن العديد من مقاتلي حزب الله قتلوا في المعركة.

## 21 يوليو
الجيش الإسرائيلي
- تدعو إسرائيل العديد من كتائب الجيش الاحتياطي وتسقط منشورات على قرى جنوب لبنان تحذر المدنيين من مغادرة المنطقة.
- قال العميد ألون فريدمان المسؤول عن عمليات الجيش الإسرائيلي في الشمال: «من المحتمل أن تزيد عملياتنا البرية في الأيام القادمة».
- لا تزال القوات الجوية الإسرائيلية تضرب أهدافا حول لبنان. قتل حتى الآن أكثر من 300 مدني لبناني في الغارات.

حزب الله
- أطلق حزب الله صواريخ أقل من أي يوم منذ بدء الصراع. فقط 40 صاروخا أصاب إسرائيل.

## 22 يوليو
الجيش الإسرائيلي
- تنتقل القوات البرية الإسرائيلية إلى قرية مارون الراس في جنوب لبنان وتسيطر عليها. يصر الجيش الإسرائيلي على أن الغارات ستكون محدودة النطاق على الرغم من سحب آلاف القوات الاحتياطية.

حزب الله
- ضربت صواريخ حزب الله مجددا حيفا مما أدى إلى إصابة العديد من الإسرائيليين.
- واصلت إسرائيل هجومها عن طريق ضرب أهداف الاتصالات في لبنان بما في ذلك محطة ترحيل تستخدمها عدة محطات تلفزيونية لبنانية.
- حزب الله يطلق 150 صاروخا على الأقل وصلت إلى عدة مدن وقرى في شمال إسرائيل.
- أصيب 17 شخصا بجروح اليوم السبت بعد إطلاق 160 صاروخ كاتيوشا نحو الشمال. 4 أشخاص أصيبوا في ضربة على منزل في صفد.

الولايات المتحدة
- واشنطن تسرع في تسليم قنابل موجهة بدقة إلى إسرائيل وفقا لصحيفة نيويورك تايمز.
- وصفت كوندوليزا رايس وزيرة الخارجية الأميركية محنة لبنان كجزء من «نزاعات الولادة في الشرق الأوسط الجديد» وتقول أن إسرائيل يجب أن تتجاهل دعوات وقف إطلاق النار.

## 23 يوليو
حزب الله
- 80 صاروخا أطلقوا النار على شمال إسرائيل بعد ظهر اليوم الأحد.
- قتل اثنان في ضربات كاتيوشا على الشمال.
- تم ضرب مدن كارميل وعكا وطبريا وكريات شمونة حيث جرح 11 شخصا في حيفا و1 في كارميل ووزير الخارجية الفرنسي يغطي حيفا.

## 24 يوليو
الولايات المتحدة
- ذكرت مصادر سياسية لبنانية أن كوندوليزا رايس اقترحت أول خطة طموحة ستساعد فيها القوات العسكرية الدولية الحكومة اللبنانية على استقرار جنوب لبنان. ذكرت مصادر سياسية لبنانية أن الخطة ستشمل وضع قوة دولية تصل إلى 10 آلاف جندى تركي ومصري تحت قيادة الناتو أو الأمم المتحدة في جنوب لبنان بعد وقف إطلاق النار. أضافت المصادر أن قوة دولية أخرى قوامها 30 ألف جندي ستساعد الحكومة اللبنانية على استعادة السيطرة على المنطقة. ذكرت المصادر أن رايس عرضت الخطة على المسؤولين اللبنانيين وستعرضها لوزراء خارجية الدول الأوروبية في 26 يوليو في روما بإيطاليا. قالت مصادر دبلوماسية أمريكية أن المسؤولين اللبنانيين يسربون تفاصيل الاقتراح لأن العديد منهم يعارضونها. تصف المصادر الخطة كمخطط أو اقتراح عمل وقالت أن أحدا لم يوافق عليها. قالوا أيضا أن هناك العديد من العقبات التي يجب التغلب عليها قبل أن يتم تنفيذها.

الجيش الإسرائيلي
- قالت هيومن رايتس ووتش أن إسرائيل استخدمت ذخائر عنقودية في مناطق مأهولة بالسكان في لبنان. أكد باحثون على الأرض في لبنان أن ذخائر عنقودية على قرية بليدة في 19 يوليو قتلت وجرحت 12 مدنيا على الأقل من بينهم سبعة أطفال. كما قام باحثو هيومن رايتس ووتش بتصوير الذخائر العنقودية في ترسانة فرق المدفعية الإسرائيلية على الحدود الإسرائيلية اللبنانية. قال كينيث روث المدير التنفيذي لهيومن رايتس ووتش: «إن الذخائر العنقودية هي أسلحة غير دقيقة وغير موثوق بها بشكل غير مقبول عند استخدامها حول المدنيين». أضاف «يجب عدم استخدامها مطلقا في المناطق المأهولة بالسكان».

## 25 يوليو
حزب الله
- أكثر من 140 صاروخا أطلقوا على شمال إسرائيل في غضون 24 ساعة. هدد الأمين العام لحزب الله حسن نصر الله بمخاطبة الميليشيات الإسلامية ضد إسرائيل «خارج حيفا» وهي مدينة في شمال إسرائيل وتعتبر هدف متكرر لحزب الله. في إسرائيل قتل صاروخ كاتيوشا فتاة تبلغ من العمر 15 عاما في قرية ميغار كما أفاد مصدر في الشرطة الإسرائيلية. أصيب ما لا يقل عن 18 شخصا بجراح في مدينة حيفا الساحلية وتوفى شخص نتيجة إصابته بنوبة قلبية بعد أصابه صاروخا بالقرب من منزله. نحو 100 صاروخ من حزب الله أطلق على إسرائيل مما أدى إلى ضرب مدن حيفا وكرميئيل وكرات شمونة ونهاريا. انفجرت انفجارات هائلة بعد ظهر اليوم عبر الضاحية الجنوبية لبيروت وهي معقل لحزب الله وكان الدخان يتصاعد من خلال المباني الشاهقة.

الجيش الإسرائيلي
- بدأت قوات الدفاع الإسرائيلية محاولتها الاستيلاء على بلدة بنت جبيل في جنوب لبنان التي تعتبرها «معقل حزب الله». قال الجيش الإسرائيلي أنه سيطر على المدينة.
- غارة جوية إسرائيلية تقتل أربعة مراقبين تابعين للأمم المتحدة في جنوب لبنان. قالت إسرائيل أن الهجوم كان حادثا. لكن الأمين العام للأمم المتحدة كوفي أنان قال خلاف ذلك. وصف الأمين العام للأمم المتحدة كوفي أنان الضربة «بأنها متعمدة على ما يبدو». كما ضربت غارة جوية إسرائيلية ليلة أمس منزلا في قرية النبطية مما أسفر عن مصرع سبعة أشخاص وفقا لما ذكرته مصادر أمنية لبنانية. كما ذكرت قوات الدفاع الإسرائيلية أنها قتلت قائد حزب الله الكبير أبو جعفر الذي تقول إسرائيل عنه بأنه مسؤول عن المنطقة الوسطى من الحدود اللبنانية مع إسرائيل. لم تتمكن شبكة سي إن إن من تأكيد هذا التقرير ولم يصدر أي تأكيد من حزب الله. قال وزير الدفاع الإسرائيلي عمير بيريتس أن الجيش الإسرائيلي يأمل في إقامة «منطقة أمنية» في جنوب لبنان حتى وصول قوة دولية. قال «إذا لم تكن هناك قوة متعددة الجنسيات ستتحكم في الأسوار فإننا سنواصل السيطرة على حريقنا تجاه أي شخص يقترب من المنطقة الأمنية المحددة وسيعرف أنهم يمكن أن يصابوا بأذى». ضربت عدة ضربات إسرائيلية مدينة صور الساحلية اللبنانية. ولم تكن هناك أية كلمة رسمية بعد عن الضحايا.

إسرائيل
- قال رئيس الوزراء الإسرائيلي إيهود أولمرت:

- قال مسؤولون إسرائيليون إن 41 إسرائيليا على الأقل لقوا حتفهم بينهم 19 مدني وجرح 388 شخصا على الأقل.
- قال مسؤول في وزارة الخارجية الأميركية أن المسؤولين الإسرائيليين اتفقوا خلال المحادثات مع كوندوليزا رايس على تسهيل وصول المساعدات الإنسانية إلى لبنان. طالب المسؤولون اللبنانيون الولايات المتحدة بالضغط على إسرائيل لوقف فوري لإطلاق النار لكن المسؤولين الأمريكيين قالوا أن الظروف ليست مهيأة بعد لمثل هذه الخطوة ويتوقعون استمرار العمليات العسكرية الإسرائيلية لمدة أسبوع آخر أو لفترة أطول.

الولايات المتحدة
- اقترحت وزيرة الخارجية الأمريكية كوندوليزا رايس خطة طموحة تساعد القوات العسكرية الدولية الحكومة اللبنانية على استقرار جنوب لبنان، وفقا لما ذكرته مصادر سياسية لبنانية. وجهت رايس الخطة إلى رئيس الوزراء الإسرائيلي إيهود أولمرت في القدس ثم سافرت إلى مدينة رام الله بالضفة الغربية لإجراء محادثات مع رئيس السلطة الوطنية الفلسطينية محمود عباس. قال بيان للسفارة أن السفير الأمريكي جيفرى دي فيلتمان قدم 30 مليون دولار كمساعدات إنسانية إلى لبنان ستلبي الاحتياجات الطبية الأساسية ل 20 ألف شخص. تم تسليم الشحنة إلى اللجنة الدولية للصليب الأحمر في السفارة الأمريكية في بيروت بعد ظهر اليوم. جاء إعلان الولايات المتحدة عقب نداء للأمم المتحدة لنحو 150 مليون دولار في شكل مساعدات إنسانية في وقت سابق من هذا الأسبوع.

## 26 يوليو
حزب الله
- مقتل تسعة جنود من الجيش الإسرائيلي «في أصعب يوم من القتال في جنوب لبنان منذ بدء الحرب». ثمانية من لواء غولاني في معركة بنت جبيل وواحد من لواء المظليين في قرية مارون الراس.
- أطلق أكثر من 75 صاروخا على إسرائيل أثناء النهار وما لا يقل عن 22 ضرب داخل المناطق الحضرية.
- أصاب أكثر من 100 صاروخ المجتمعات المحلية في جميع أنحاء الشمال حيث جرح 13 شخص بجروح طفيفة ووقعت خسائر فادحة بين مقاتلي حزب الله وفقا للجنود الإسرائيليين. لم يعلن حزب الله عن عدد القتلى منذ بدء القتال. ذكرت الشرطة الإسرائيلية أن مقاتلي حزب الله أطلقوا 102 صاروخا على إسرائيل صباح اليوم مما أسفر عن إصابة 18 شخصا. ذكرت الشرطة أن 27 صاروخا سقط على المدن. علمت شبكة سي إن إن أن حزب الله ليس المليشيا الوحيدة في لبنان التي تقاتل القوات الإسرائيلية. قال مسؤولون في حركة أمل برئاسة رئيس مجلس النواب اللبناني نبيه بري أن الميليشيات الموالية لبري شاركت في كل معركة كبرى منذ بدء القتال. أمل هي منظمة سياسية وشبه عسكرية شيعية مثل حزب الله وحاربت إسرائيل في التسعينات خلال احتلال جنوب لبنان. قتل ثمانية مقاتلين من أمل في الأيام الثلاثة الماضية حيث التقى خلالها بري مع وزيرة الخارجية الأمريكية كوندوليزا رايس لمناقشة حل الأزمة.

الأمم المتحدة
- اقترح مجلس الأمن الدولي إدانة الهجوم الإسرائيلي على موقع قوة الأمم المتحدة المؤقتة في لبنان. ومع ذلك تم منع هذا من خلال استخدام حق النقض للولايات المتحدة وبعد حادث 25 يوليو وصف الأمين العام للأمم المتحدة كوفي عنان الضربة بأنها "متعمدة على ما يبدو" وهي تهمة نفتها إسرائيل بشدة. قال عنان أن الأمم المتحدة تريد إجراء تحقيق مشترك في الوفيات مع إسرائيل. بيد أن بيان مجلس الأمن دعا فقط إسرائيل إلى أخذ مواد الأمم المتحدة في الاعتبار خلال تحقيقاتها. قال مسؤولون من الأمم المتحدة لعمليات حفظ السلام جين لوت مساعد الأمين العام لعمليات حفظ السلام أمام أعضاء مجلس الأمن أن مسئولي الأمم المتحدة قالوا مرارا للقادة الإسرائيليين أن يوجهوا النار بعيدا عن الموقع قبل مقتل المراقبين. قال ضابط بالأمم المتحدة أن الاتصال العسكري الإسرائيلي أبلغ 10 مرات خلال ست ساعات بأن الهجمات الجوية تقترب من المخبأ الذي تقوده قوة الأمم المتحدة المؤقتة في لبنان. قال السفير الأمريكي لدى الأمم المتحدة جون بولتون أن إسرائيل تحقق في التفجير. قال أن "الحكومة الإسرائيلية قالت بشكل قاطع أنها لا تستهدف عمدا موقع قوة الأمم المتحدة المؤقتة في لبنان". أضاف "بالتأكيد نأخذهم بكلماتهم ونلاحظ أنه لا يوجد دليل على العكس". تضم قوة الأمم المتحدة الدولية في جنوب لبنان 2000 جندي من بينهم 50 مراقبا عسكريا و400 مدني. منذ عام 1978 يلاحظ الانسحاب الإسرائيلي من لبنان والحفاظ على الأمن وإعادة السلطة في نهاية المطاف إلى الحكومة اللبنانية".

الجيش الإسرائيلي
- عانى الجيش الإسرائيلي من أكبر الخسائر في الأرواح في هجومه الذي استمر 15 يوما على حزب الله حيث قتل تسعة جنود إسرائيليين خلال القتال في المدن اللبنانية الجنوبية. قتل ثمانية جنود وجرح 22 آخرون في بنت جبيل بالقرب من الحدود الإسرائيلية بينما كان يقاتل رجال الميليشيا في ما وصفته قوات الدفاع الإسرائيلية ب«رأس المال الإرهابي» لحزب الله. تم إرسال المزيد من القوات إلى بنت جبيل. في بلدة مارون الراس القريبة قتل ضابط في الجيش الإسرائيلي وأصيب خمسة جنود في القتال وفقا لالجيش الإسرائيلي. أفاد مسؤولون في المدينة أن عشرة أشخاص أصيبوا بجروح اليوم الثلاثاء في مدينة صور الساحلية في لبنان حيث دمرت غارات جوية إسرائيلية مبنى من عشرة طوابق. ارتفع الدخان فوق المدينة بعد انفجارين كبيرين وكان الناس بالقرب من المبنى مغطى بالغبار والدم أثناء فرارهم من تحت الأنقاض. حدث الانفجار بعد ساعات من مغادرة سفينة من مئات الأجانب الذين كانوا على متنها الميناء في صور. قال سكان مدينة صور أنهم يشعرون بالقلق من أن الغارات الجوية الإسرائيلية ستكثف بعد مغادرة الغربيين. كانت السفينة المستأجرة من قبل كندا ملزمة بالذهاب إلى قبرص وهي مليئة بالأمريكيين والأستراليين والبريطانيين والكنديين والجنسيات الأخرى. قال الجنرال أودي آدم أن المبنى استهدف «لأن هناك قاذفات صواريخ حارقة في حيفا». كانت مدينة حيفا ثالث أكبر مدينة في إسرائيل. صرح آدم للصحفيين بأن نهاية القتال قد تكون قريبة. قال «إنني أفترض أنه سيستمر لبضعة أسابيع أخرى». أضاف «خلال بضعة أسابيع أعتقد أننا سنتمكن من وضع حد لهذه العملية - نهاية ناجحة».
- يشار إلى أن القوات الإسرائيلية تشارك في المعارك البرية في المناطق الحدودية اللبنانية منذ دخولها مارون الراس الأسبوع الماضي. الهدف وفقا للجيش الإسرائيلي هو دفع حزب الله بعيدا عن الحدود وتقليل قدرة الميليشيات الإسلامية على إطلاق صواريخ كاتيوشا إلى شمال إسرائيل.

لبنان
- منذ 12 يوليو قتل ما لا يقل عن 398 شخصا معظمهم من المدنيين في الغارات الإسرائيلية. أصيب في القتال أيضا أكثر من 1400 جريح في لبنان.

الولايات المتحدة
- ذكرت مصادر في واشنطن العاصمة والقدس أن المحادثات في روما بإيطاليا تعثرت بعد أن اختلفت الولايات المتحدة مع الدول الأوروبية والعربية حول كيفية نزع فتيل الوضع. قاومت الولايات المتحدة المطالب بوقف فوري لإطلاق النار وأصرت على أن وقف الأعمال العدائية يجب أن يكون جزءا من خطة أوسع لنزع سلاح حزب الله بشكل دائم. قال الزعماء العرب والأوروبيون أن العنف يجب أن يتوقف أولا. في الوقت نفسه قالت إسرائيل التي لم تتم دعوتها للمشاركة في المحادثات أنها تأمل أن «يتصرف المجتمع الدولي فورا لتعزيز الجيش اللبناني» حتى يتمكن الجيش من تولي مسؤولية جنوب لبنان بعد المحادثات.

## 27 يوليو
لبنان

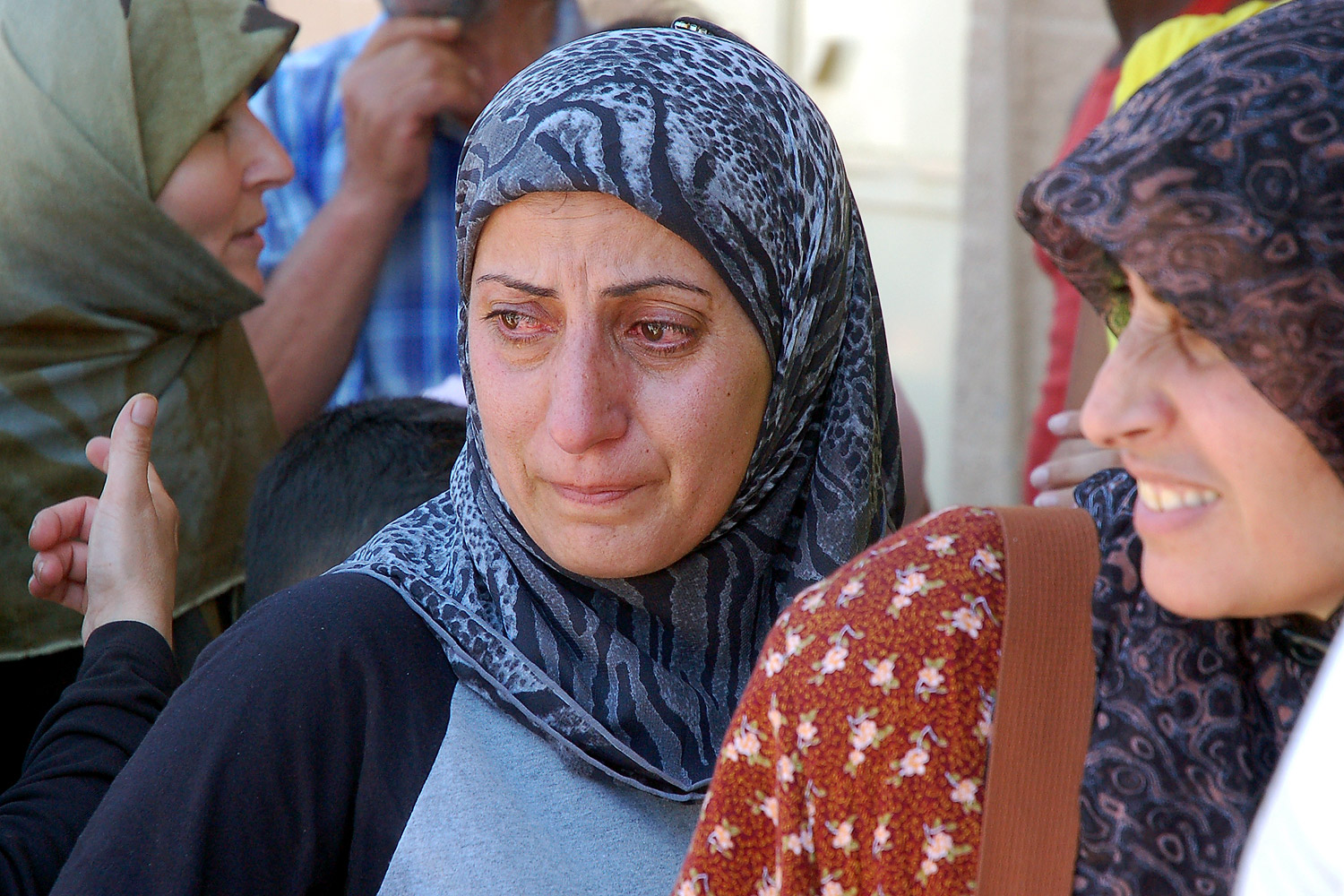
اللاجئون اللبنانيون في جنوب لبنان.

- يقترح رئيس الوزراء اللبناني فؤاد السنيورة خطة سلام في المؤتمر الذي ضم 15 دولة في روما في 27 يوليو.
- منذ 12 يوليو قتل ما لا يقل عن 405 شخص معظمهم من المدنيين في غارات إسرائيلية. أصيب في القتال أيضا نحو 1,660 شخصا. زعم وزير الصحة اللبناني محمد خليفة أن ما يصل إلى 600 مدني ربما قتلوا في القصف الإسرائيلي.

الجيش الإسرائيلي
- وافق مجلس الوزراء الأمني على طلب الجيش الإسرائيلي تعبئة ثلاث فرق احتياطية (5000 جندي لكل شعبة).
- قال الجيش الإسرائيلي أنه قتل 50 مسلحا في اليومين الماضيين. تعاني إسرائيل من أسوأ يوم منذ بدء الصراع في لبنان حيث قتل 12 جنديا في القتال مع حزب الله.
- قال بيان صادر عن قوة الأمم المتحدة المؤقتة في لبنان أن مدينة حيفا أصبحت «ساحة معركة» حيث واصل حزب الله هجماته الصاروخية على شمال إسرائيل واستجابت قوات الدفاع الإسرائيلية بقصف عنيف وهجمات جوية. قال وزير الدفاع الإسرائيلي عمير بيريتس أن الحملة الإسرائيلية تهدف إلى «تغيير الواقع على الحدود الشمالية». قال بيريز أن «حزب الله يجب أن لا يكون في المستقبل ما كان عليه في الماضي». «هذا قد يستغرق وقتا طويلا وقد يستغرق المزيد من القوة ونحن على حد سواء في الكثير». أضاف «لن نتفق على أن ترفع أعلام حزب الله مرة أخرى في وجوهنا على الحدود الشمالية». في مساء أمس أصابت خمسة صواريخ على الأقل أهدافا مختلفة في بلدة كريات شمونة شمالي إسرائيل مما تسبب في وقوع عدة حرائق. قال الجيش أن صاروخ كاتيوشا تسبب في نشوب حريق كبير في مستودع مصنع منظفات الغسيل. سقطت بعض الصواريخ بالقرب من مركز للتسوق. قال الجيش الإسرائيلي أن عدد القتلى الإسرائيليين يتراوح بين 50 و19 من المدنيين. أصيب في القتال أيضا حوالي 300 مدني في إسرائيل وفقا للمصدر.

حزب الله
- تبادل الجيش الإسرائيلي ومقاتلو حزب الله النيران الكثيفة حول ثلاث بلدات حدودية في جنوب لبنان حيث أمطرت الصواريخ على شمال إسرائيل ويبدو أن معظمها مهجور تقريبا. أظهرت اللقطات الجوية في المنطقة الطرق السريعة ذات الكثافة السكانية المنخفضة والحد الأدنى من النشاط. في حيفا ثالث أكبر مدينة في إسرائيل تخلت المستودعات المهجورة والمصانع والمرائب عن المناظر الطبيعية ولم تكن هناك سفن شحن في الميناء الصاخب عادة. في وقت سابق من اليوم أطلق حزب الله عشرات الصواريخ التي سقطت في الحقول بالقرب من صفد وكرميئيل ومعلو وشلومي في شمال إسرائيل وفقا لما ذكره الجيش الإسرائيلي.

الأمم المتحدة
- قالت اليونيفيل أن الجيش الإسرائيلي ركز معظم هجماته على المجتمعات الحدودية في مارون الراس وبنت جبيل ويارون. قالت مصادر دبلوماسية أن أربعة دول على الأقل عرضت المشاركة في قوة محتملة متعددة الجنسيات لحفظ السلام في لبنان. أعلنت فرنسا وإيطاليا وتركيا والنرويج استعدادها للمشاركة إذا أمكن التوصل إلى اتفاق لوقف إطلاق النار أولا وفقا لمصادر دبلوماسية مطلعة على المناقشات التي جرت في 26 يوليو في روما.
- أصدر مجلس الأمن الدولي بيانا قال فيه أن "الغارات الجوية الإسرائيلية التي أصابت مخبأ للأمم المتحدة في وقت سابق من الأسبوع الحالي أسفرت عن مصرع أربعة من قوات حفظ السلام. لقى جنود من فنلندا وكندا والصين والنمسا مصرعهم بعد الضربة التي وقعت في الخيام وفقا لما ذكره مسؤولون بالأمم المتحدة. كان أربعة من أعضاء القوة المؤقتة التابعة للأمم المتحدة في لبنان وهي بعثة مراقبة بقيادة فرنسا على الحدود الإسرائيلية اللبنانية. اجتمع أعضاء مجلس الأمن لساعات ولكنهم لم يتمكنوا في البداية من التوصل إلى توافق في الآراء بشأن صياغة البيان. ذكرت مصادر دبلوماسية أن الولايات المتحدة هي التي تعاني من مشكلة قاسية ضد إسرائيل. بعد موافقة الدول الخمسة عشر الأعضاء على القرار وصف السفير الصيني وانغ قوانغ يا البيان "بالمياه" و"الحد الأدنى الذي يمكن لمجلس الأمن القيام به في ظل هذه الظروف".

إسرائيل
- قررت إسرائيل عدم توسيع هجومها العسكري في لبنان بيد أنها ستدعو القوات إلى تعزيز نضالها ضد حزب الله. ستستدعي ثلاث وحدات احتياطية إضافية يبلغ مجموعها 30000 جندي وفقا لصحيفة نيويورك تايمز.
- غير أن السفير الإسرائيلي لدى الأمم المتحدة دان جيلرمان قال أن البيان «عادل ومتوازن» وأكد مجددا ادعائه بأن إسرائيل «حذرة جدا» في اختيار أهدافها في لبنان. قال «هذه حرب مستمرة». «الحرب شيء قبيح وأثناء الحرب تحدث أخطاء ومآسي».
- قالت إسرائيل أن قرار الدبلوماسيين بعدم الدعوة إلى وقف هجومها على لبنان في قمة أعطاه الضوء الأخضر للاستمرار.

القاعدة
- تعهد تنظيم القاعدة الثاني بأن الجماعة الإرهابية لن «تلتزم الصمت» بشأن النزاع في جنوب لبنان ودعت إلى «الجهاد» على إسرائيل.

## 28 يوليو
حزب الله
- حزب الله أطلق صاروخا جديدا وهو خيبر 1 في العفولة. أوضحت الشرطة أن ثلاثة صواريخ تحمل 100 كيلوغراما من المتفجرات - ما يقرب من خمسة أضعاف المتفجرات في صاروخ حزب الله المعتاد صاروخ كاتيوشا - أطلقت باتجاه بلدة العفولة. الصاروخ قوي ربما مثل صاروخ فجر-5. تقع العفولة على بعد 44 ميلا جنوب شرق حيفا وعلى بعد بضعة أميال شمال الضفة الغربية. قالت الشرطة أن الصواريخ أصابت حقول فارغة ولم تسفر عن سقوط ضحايا. على قناة المنار قال حزب الله أنه أطلق صاروخا جديدا بعيد المدى يدعى خيبر 1. لم يكن واضحا ما هي قدرات الصاروخ الكاملة. قالت الشرطة أن خمسة صواريخ على الأقل سقطت بالقرب من العفولة. لم يتضح بعد ما إذا كان الاثنان الآخران هما كاتيوشا. خلال الصراع اعتمد حزب الله في الغالب على صواريخ كاتيوشا مصممة من قبل روسيا. هي عبوة 22 كيلوغراما من المتفجرات ضربت العفولة في الماضي. لم يعرف الجيش الإسرائيلي ما هي الصواريخ الأخرى وقال فقط أنها ليست صواريخ زلزال الإيرانية الصنع والتي لديها مجموعة أطول من كاتيوشا.
- أصيب مستشفى غرب الجليل في نهاريا بصاروخ حزب الله. قالت الشرطة الإسرائيلية أن حزب الله أطلق صواريخه الأكثر تدميرا حتى الآن ووصلت إلى إسرائيل كما كانت في أي وقت حتى الآن في الصراع.
- 15 قتيل من حزب الله أثناء القتال في بنت جبيل. لم يصدر حزب الله رسميا أي أرقام عن الخسائر لكن مصادر عسكرية إسرائيلية قدرت بحوالي 200 مقاتل من حزب الله قتلوا منذ 12 يوليو.
- قالت وكالة أنباء مهر في إيران أن علي لاريجاني أمين مجلس الأمن القومي الأعلى في دمشق كان متوجها إلى دمشق لعقد اجتماعات حول الأزمة لكنه لم يعط أي تفاصيل أخرى. علاوة على ذلك أكدت وكالة الأنباء الإيرانية أن وجود الأمين العام لحزب الله حسن نصر الله في دمشق. على الرغم من أن حزب الله تلقى مساعدة إيرانية كبيرة في الماضي إلا أن المسؤولين الإيرانيين نفوا مساعدة حزب الله في النزاع الحالي.
- أفيد بأن الأمين العام لحزب الله حسن نصر الله لجأ إلى السفارة الإيرانية في بيروت.

إسرائيل
- قال مسؤولون إسرائيليون أن 51 إسرائيليا -33 جنديا و19 مدنيا لقوا حتفهم و1233 إسرائيليا -101 جنديا و1123 مدنيا- جرحوا في القتال الذي بدأ بين قوات حزب الله وإسرائيل. على الرغم من القتال العنيف قالت الحكومة الإسرائيلية أنها لا تعتزم إرسال الآلاف من القوات إلى لبنان للوقوع في فخ مسلح محتمل. قالت المتحدثة باسم الحكومة الإسرائيلية ميري إيسين «أن إسرائيل ستفعل ذلك بنفس وتيرتنا في وقتنا الخاص للتأكد من أننا عندما نذهب إلى هناك نذهب بعناية وأننا لا ندخل في فخاخهم المفخخة». أضاف «نريد وقف إطلاق الصواريخ لكننا نريد أيضا أن نتأكد من أن حزب الله لن يكون هناك بعد ذلك». منذ أن غادرت إسرائيل لبنان عام 2000 قام حزب الله ببناء منطقة بنت جبيل في جنوب لبنان وفقا لما ذكره إيسين. أضافت «ليس لديهم فقط جيش إرهابي ولكنهم ينتظرون منا أن نتواجد». «لقد خدعوا المنطقة بأكملها وهم يريدون منا السير في تلك الفخاخ المتفجرة».
- في إسرائيل كان هناك خلاف بين مخابرات الموساد الذي يقول أن حزب الله سيكون قادرا على مواصلة القتال على المستوى الحالي لفترة طويلة والاستخبارات العسكرية التي تعتقد أن حزب الله قد تضرر بشدة. كما شكك باحثون آخرون في الاعتماد الإسرائيلي على القوة الجوية.

الأمم المتحدة
- تقول وكالات الإغاثة أنها تجد من المستحيل الحصول على الغذاء والأدوية بأمان في المنطقة. قال منسق الإغاثة الطارئة التابع للأمم المتحدة جان إيغلاند أنه يحث على وقف إطلاق النار لمدة 72 ساعة حتى يمكن تسليم المساعدات الإنسانية بسلام إلى إسرائيل ولبنان وغزة. قال إيغلاند أن الجيش قال أنه مستعد للسماح بمرور آمن لقوافل المساعدات والإخلاء بعد 48 ساعة. في جنوب لبنان أيضا رفعت الأمم المتحدة مراقبين غير مسلحين من موقعين استيطانيين على الحدود الإسرائيلية اللبنانية كتدبير وقائي وفقا لما ذكره مسؤولون بالأمم المتحدة. يأتي هذا التحرك بعد قيام الضربات الجوية الإسرائيلية بضرب مركز مراقب منفصل تابع للأمم المتحدة في وقت سابق من الأسبوع مما أسفر عن مصرع أربعة من قوات حفظ السلام. أعربت الحكومة الإسرائيلية عن أسفها وقالت أنها تجري تحقيقا.

الولايات المتحدة
- دعا رئيس الولايات المتحدة جورج دبليو بوش ورئيس الوزراء البريطاني توني بلير إلى إرسال قوة دولية إلى لبنان للمساعدة في تخفيف أزمة الشرق الأوسط. عقب محادثات في البيت الأبيض قال بوش للصحفيين أن الزعيمين «يوافقان على ضرورة إرسال قوة متعددة الجنسيات إلى لبنان بسرعة». ستعود وزيرة الخارجية الأمريكية كوندوليزا رايس إلى المنطقة في 29 يوليو لاستئناف جهودها الدبلوماسية هناك. أعلنت فرنسا وإيطاليا وتركيا أنها ستشارك في القوة الدولية وقالت النرويج والسويد أنها «إيجابية» حول هذا الاحتمال ولكنها لم تلتزم بعد. أضافت الوكالة أن الولايات المتحدة أجلت أيضا حوالي 500 أميركي آخر من بيروت على متن سفينة سياحية. غادر حوالي 15 ألف مواطن أمريكي البلاد التي مزقتها الحرب وفقا لما ذكره الجيش الأمريكي.
- أطلق النار على ستة أشخاص أحدهم قاتل في مركز سياتل اليهودي في فورة قتل بدوافع دينية. عرف القاتل نفسه بأنه أميركي مسلم كان غاضبا إزاء الصراع بين إسرائيل ولبنان عام 2006.
- رفض البيت الأبيض مخاوف المملكة المتحدة بشأن استخدام مطار بريستويك في اسكتلندا بواسطة طائرات تابعة للولايات المتحدة تحمل قنابل لإسرائيل.

الاتحاد الأوربي
- ذكرت وكالة أنباء أسوشيتيد برس أن الاتحاد الأوروبي قال أنه أنهى إجلاء معظم مواطنيه البالغ عددهم 20 ألف مواطن من لبنان. غير أن الاتحاد الأوروبي قال لبضع مئات من الناس أنهم ما زالوا محاصرين في جنوب لبنان.
- تحدث رئيس الاتحاد الأوروبي ووزارة الخارجية الأمريكية عن إدعاء وزير العدل الإسرائيلي حاييم رامون بأن مؤتمر روما المسدود كان علامة على أن العالم يؤيد الهجمات الإسرائيلية في لبنان. وصف الاتحاد الأوروبي هذا الإدعاء بأنه خطأ تماما وأصرت الولايات المتحدة على البيان «الفاحش».

الجيش الإسرائيلي
- قالت مصادر عسكرية أن ضباط الانقسامات الثلاث للاحتياطيات التي تم السماح لها حتى 27 أغسطس الماضي هم فقط الذين وضعوا ملابسهم وبدأوا بالتدريب للقيام بعمل عسكري محتمل. في الغارات الجوية على جنوب لبنان قصفت الطائرات الحربية الإسرائيلية قاذفات صواريخ وهياكل وأنفاق ومحطة بنزين وقاعدة في سهل البقاع حيث قالت قوات الدفاع الإسرائيلية أن حزب الله أطلق صواريخ بعيدة المدى. نقلت الوكالة عن مسؤولين أمنيين لبنانيين قولهم أن غارات جوية إسرائيلية قرب النبطية أسفرت عن مقتل ثلاثة أشخاص وجرح تسعة آخرين بينهم أربعة أطفال. أضافت الصحيفة أن الغارة استهدفت على ما يبدو شقة تابعة لناشط في حزب الله. كما أصيب مدنيان وصحافي بجروح طفيفة بالقرب من الناقورة (جنوب لبنان) عندما أصيبت قافلتهما بجروح طفيفة بحسب مصور بي بي سي الذي كان يسافر مع القافلة. لم يتضح ما إذا كانت النيران الإسرائيلية أو حزب الله قد أصابت القافلة التي نظمت لمساعدة المدنيين على الفرار من القتال.
- ذكر الجيش الإسرائيلي أن 26 مسلحا لقوا مصرعهم في اشتباكات قرب بلدة مارون الراس بجنوب لبنان وبنت جبيل وإيتارون. كما تم القصف على منطقة صور بالإضافة إلى مناطق في سهول البقاع وتم الإبلاغ عن 14 حالة وفاة لبنانية.
- أفاد مسؤولون لبنانيون بأن إسرائيل قامت بأكثر من 130 غارة جوية (قتل 13) بينما قال متحدث باسم الشرطة الإسرائيلية أن حزب الله أطلق 97 صاروخا باتجاه شمال إسرائيل (جرح 3).

## 29 يوليو
الجيش الإسرائيلي
- انسحب الجيش الإسرائيلي من بلدة بنت جبيل. كانوا يبحثون عن جيوب المقاومة. هكذا كانت نهاية معركة بنت جبيل. قتل 8 جنود إسرائيليون و50-70 من مقاتلي حزب الله في بنت جبيل.
- قتلت قوات الدفاع الإسرائيلية مسلحين من حركة الجهاد الإسلامي في الضفة الغربية أحدهما رئيس الجناح العسكري للمجموعة وفقا لما ذكرته مصادر فلسطينية. لم يؤكد الجيش الإسرائيلي التقرير لكنه قال أن مسلحا قتل في تبادل لإطلاق النار قرب نابلس. تأتي هذه الوفاة بعد يوم واحد من قيام الجيش الإسرائيلي باعتقال 22 «فلسطينيا مطلوبا» في الضفة الغربية في 27 يوليو. ذكرت مصادر عسكرية لبنانية أن غارتين إسرائيليتين دفعتا إلى إغلاق المعبر الحدودي الرئيسي بين لبنان وسوريا. بسبب الضربات الإسرائيلية على الطرق المؤدية إلى المعبر فقد تضررت تضررا شديدا.
- وقعت صواريخ من الجيش الإسرائيلي على منطقة السفير في منطقة الضاحية الجنوبية في بيروت وقصف منطقة جرحو في جنوب لبنان. قصف الجيش الإسرائيلي جسر العاصي في شمال بيروت. كما نفذت عمليات القصف على جبل أبو راشد وبورقة وجبور والنهري في سهل البقاع. كما تعرضت قرية سهل الخيام في منطقة مرج العيون في جنوب لبنان لقصف مدفعي وقريتي الطيبة ومركبة. كما قصفت المنطقة المحيطة بمدينة صور والقرى النائية. قالت متحدثة باسم الجيش الإسرائيلي أن الجيش الإسرائيلي هاجم 51 هدفا بين عشية وضحاها وفجر مما أدى إلى تدمير 37 مبنى يستخدمها حزب الله. ذكرت قوات الدفاع الإسرائيلية أن القوات الجوية الإسرائيلية نفذت 60 غارة جوية ليلة أمس على مواقع وبنى حزب الله حيث أن الهجمات بين الجماعة اللبنانية المسلحة والجيش الإسرائيلي دخلت يومها الثامن عشر. قال الجيش الإسرائيلي أن الأهداف التي ضربها الجيش الإسرائيلي تقع أساسا في جنوب لبنان وتضم 37 مستودعا ومواقع تابعة لحزب الله والطرق والجسور والسيارات.

الأمم المتحدة
- استمرت الجهود الدبلوماسية لوقف العنف في لبنان في القدس. ذكرت السفارة الأمريكية في تل أبيب أن وزير الخارجية الأمريكي كوندوليزا رايس تناولت العشاء مع رئيس الوزراء الإسرائيلي إيهود أولمرت ليلا. قبل ساعات رفضت إسرائيل دعوة الأمم المتحدة لوقف إطلاق النار لمدة ثلاثة أيام. لم يعلن ما إذا كانت رايس ستتوجه إلى بيروت للاجتماع مع رئيس الوزراء اللبناني فؤاد السنيورة وقالت رايس أنها لا تعتزم تقديم اقتراح شامل للمنطقة. قالت "لا أتوقع أن أقدم شخص ما" هنا هي النقاط الخمس التي يجب أن تقبلها". "هذا يجب أن يكون بعض العطاء واتخاذ وهذا أمر صعب". قال المسؤولون الأمريكيون والمصادر الدبلوماسية المشاركة في المفاوضات أن هدف رايس هو دمج مقترحات مختلفة لإنهاء القتال في صفقة شاملة وافقت عليها إسرائيل ولبنان وكرسها قرار الأمم المتحدة. ستتطلب الخطة التي تؤيدها الولايات المتحدة من لبنان نشر جيشها بمساعدة قوة حفظ سلام دولية والموافقة على دعوة حزب الله لنزع سلاحه واندماج جناحه العسكري في الجيش اللبناني. هذا كله يجب أن يحدث قبل إعلان وقف رسمي لإطلاق النار. في المقابل ستحل إسرائيل مسألة أراضي مزارع شبعا المتنازع عليها مع لبنان.
- سوف يبدأ مجلس الأمن الدولي مناقشة قرار في الأسبوع الحالي يوضح الطريق إلى الأمام. في وقت لاحق من الأسبوع 3 أغسطس ستحضر رايس اجتماعا وزاريا لأعضاء المجلس لوضع الصيغة النهائية للنص. قالت رايس أنها لم تطلع سوى على تقارير إخبارية حول اقتراح الحكومة اللبنانية الذي اتفق عليه حزب الله من حيث المبدأ مع بعض التحفظات لكنه يبدو أنه «لديه بعض العناصر الجيدة جدا». وصفته بأنه «خطوة إيجابية». وزعت فرنسا مشروع قرار لمجلس الأمن الدولي يدعو إلى الوقف الفوري للأعمال العدائية في الشرق الأوسط ووضع أساس لنشر قوة متعددة الجنسيات تهدف إلى دعم الجيش اللبناني في نزع سلاح حزب الله وفقا لما ذكرت مصادر دبلوماسية.
- جاء نداء الأمم المتحدة لوقف إطلاق النار من منسق الإغاثة في حالات الطوارئ جان إيغلاند «حتى نتمكن من إجلاء الجرحى وإخلاء الأطفال وإخلاء المسنين والمعوقين من تبادل إطلاق النار في لبنان». قال أن ثلث الأشخاص الذين قتلوا في لبنان كانوا أطفالا.
- ذكر متحدث باسم قوة الأمم المتحدة المؤقتة في لبنان أن اثنين من قوات حفظ السلام التابعة للأمم المتحدة من الكتيبة الهندية أصيبا بعد ظهر اليوم عندما انفجرت قنبلة جوية بالقرب منها في جنوب لبنان. أضافت اليونيفيل أن برج المراقبة تعرض لإصابات. كانت قوة الحماية التابعة للأمم المتحدة أعلنت في وقت سابق عن إطلاق نار من جانب حزب الله بالقرب من مواقعها على جانبي الحدود وقالت «أنها احتجت بشدة على كل هذه الحوادث على السلطات الإسرائيلية واللبنانية». أدى هجوم إسرائيلي على مركز مراقبة آخر تابع للأمم المتحدة إلى مقتل أربعة مراقبين تابعين للأمم المتحدة في 25 يوليو.

حزب الله
- قال حزب الله أنه لن ينزع سلاحه حتى تغادر القوات الإسرائيلية المنطقة المتنازع عليها بالقرب من الحدود السورية التي تعترف بها الأمم المتحدة على أنها أراضي سورية. قال الأمين العام لحزب الله حسن نصر الله في كلمة بثها في قناة المنار في جماعته أن إسرائيل تعول على انتصار لإيجاد حل سياسي لكنها فشلت. أضاف «من الواضح أن العدو الصهيوني لم يتمكن من التوصل إلى انتصار عسكري ولا أقول ذلك فقالوا أن العالم كله يقول». قال نصر الله أن عودة رايس إلى المنطقة هي فرض إرادة الولايات المتحدة على الشرق الأوسط. أضاف أن «رايس ستعود إلى المنطقة في محاولة لفرض شروطها على لبنان في الشرق الأوسط الجديد وخدمة إسرائيل».
- تعهد الأمين العام لحزب الله حسن نصر الله بضربات صاروخية على بلدات وسط إسرائيل ووصفها بأنه «بلد مؤقت» وطالب «عندما كان في أي نزاع عربي-إسرائيلي مليوني إسرائيلي اضطر إلى الفرار أو الدخول في الملاجئ».
- اعتبارا من الساعة 3:30 بعد الظهر (8:30 صباحا بتوقيت شرق الولايات المتحدة) سقط 39 صاروخا في شمال إسرائيل ستة منها داخل مدن عكا وطبرية ونهاريا وصفد مما أدى إلى إصابة خمسة أشخاص.

لبنان
- منذ 12 يوليو قالت قوى الأمن الداخلي اللبنانية أن 421 شخصا قتلوا وأصيب 1661 شخصا في لبنان. وصلت سفينة حربية تركية مع معدات غسيل الكلى إلى ميناء بيروت كما فعلت سفينة حربية أمريكية مع بطانيات وقماش مشمع ومعدات طبية.

إسرائيل
- في إسرائيل قتل 52 شخصا أكثر من نصفهم من الجنود وأصيب أكثر من 1200 شخص وفقا للمسؤولين الإسرائيليين.
- قال المتحدث باسم الحكومة الإسرائيلية آفي بازنر أن إسرائيل ترفض وقف إطلاق النار بشكل مؤقت لإنقاذ المدنيين من جنوب لبنان. قال بازنر للصحافيين «لا حاجة إلى وقف مؤقت لإطلاق النار لمدة 72 ساعة لأن إسرائيل فتحت ممرا إنسانيا من وإلى لبنان».

الولايات المتحدة
- تتشابه الخطة الأمريكية مع خطة اقترحها السنيورة هذا الأسبوع وأيدتها حكومته في 28 يوليو بما في ذلك وزراء حزب الله. يتضمن اقتراح السنيورة تعزيز قوة الأمم المتحدة المؤقتة في لبنان في جنوب لبنان ونشر الجيش اللبناني في المنطقة. تدعو الخطتان إسرائيل إلى الاتفاق على تبادل الأسرى لإطلاق سراح الجنود الإسرائيليين الذين اختطفهم حزب الله وحل قضية مزارع شبعا المتنازع عليها. لكن هناك نقطتين رئيسيتين لا تزال قائمة. قال لبنان والدول العربية والأوروبية أن وقف إطلاق النار يجب أن يتم قبل أن يتم تنفيذ بقية الاتفاق بينما تصر الولايات المتحدة وإسرائيل على ضرورة أن تكون القوة جاهزة وأن يتم نشر الجيش اللبناني ويجب أن تكون الجهود في محاولة لنزع سلاح حزب الله قبل إعلان وقف رسمي لإطلاق النار. إن تشكيل القوة الدولية وولايتها مسألة شائكة أيضا. تفضل الولايات المتحدة وإسرائيل قوة أوروبية بينما يريد لبنان توسيع قوة اليونيفيل الحالية. لا يزال من غير الواضح ما إذا كانت القوة ستكون لها سلطة محاربة حزب الله.

## 30 يوليو
إسرائيل
- قال مكتب رئيس الوزراء الإسرائيلي إيهود أولمرت لرايس أن إسرائيل تحتاج من 10 إلى 14 يوما إضافي لإنجاز مهمته ضد ميليشيا حزب الله.

الجيش الإسرائيلي
- غارة جوية على مبنى من ثلاثة طوابق في قانا بجنوب لبنان مما أسفر عن مقتل 28 شخصا من بينهم 16 طفلا يختبئون في الملجأ. تم الإبلاغ عن فقدان 13 شخصا. نتيجة لذلك أعلنت إسرائيل عزمها على تقييد مزيد من الضربات الجوية لمدة 48 ساعة اعتبارا من الساعة الثانية من صباح يوم 31 يوليو 2006. في السابق قدر أن 56 شخصا قتلوا 34 منهم من الأطفال.
- أكد الجيش الإسرائيلي أن قواته انتقلت إلى مناطق في جنوب شرق لبنان - كفار كيلا وأودايس - في إطار عملية للسيطرة على المنطقة الواقعة بين بلدة ميتولا الحدودية الإسرائيلية في شمال شرق إسرائيل وصور. كما ذكرت قوات الدفاع الإسرائيلية أن قواتها البرية تعمل في قرية طيبة الحدودية في جنوب شرق لبنان وهي منطقة قالت إسرائيل أن حزب الله يستخدمها لإطلاق الصواريخ. قال الجيش أن القوات قتلت ما لا يقل عن ثلاثة من مقاتلي حزب الله واكتشفت مخزونات من القذائف الصاروخية والصواريخ المضادة للدبابات ومدفعية بقذائف ومدفع رشاش. قال متحدث عسكري إسرائيلي أن أربعة جنود إسرائيليين أصيبوا عندما أصاب صاروخ مضاد للدبابات دبابة في جنوب لبنان. تحت غطاء الغارات المدفعية دفعت القوات البرية التابعة للجيش الإسرائيلي إلى قرية أديسا. قال الجيش الإسرائيلي أن القرية تستخدم كموقع لإطلاق الصواريخ. أطلق النار على جندي من الجيش الإسرائيلي وأصيب بجروح بالقرب من أديسا وقصفت طائرات الجيش الإسرائيلي أهدافا غير معلنة في الخيام. أبلغ عن إطلاق نار من الجيش اللبناني النظامي في اليموني ضد مقاتلي الجيش الإسرائيلي الذين يحاولون الهبوط في المنطقة. اللبنانيون فرقوا بعد الضربات الجوية من قبل الجيش الإسرائيلي.
- أوقفت إسرائيل الضربات الجوية لمدة 48 ساعة بعد غارة جوية قتلت ستين مدنيا في قانا في لبنان.

حزب الله
- أطلق حزب الله 156 صاروخا نحو إسرائيل. في إسرائيل قال مسؤولون في الشرطة أن 134 صاروخا من حزب الله أطلقوا إلى إسرائيل. أبلغ المسؤولون عن 48 إصابة أحدهم خطيرة. قالت الشرطة أن 24 صاروخا سقطوا في عكا ونهاريا وكرات شمونة وميتولا وفي الجزء العلوي من الجليل.

الولايات المتحدة
- قال مسؤولون رفيعو المستوى بوزارة الخارجية الأمريكية أن كوندوليزا رايس ستغادر القدس متوجهة إلى واشنطن العاصمة في 31 يوليو المقبل للتفاوض على مشروع قرار يقدم إلى مجلس الأمن هذا الأسبوع بهدف إيقاف الأزمة. قال جورج بوش أن الولايات المتحدة عاقدة العزم على العمل مع أعضاء مجلس الأمن لوضع «قرار يمكِّن المنطقة من تحقيق سلام مستدام».

الأمم المتحدة
- يعقد مجلس الأمن الدولي اجتماعا طارئا حول الأزمة اللبنانية بعد مقتل أكثر من 54 مدنيا لبنانيا في غارة إسرائيلية.

## 31 يوليو
الجيش الإسرائيلي
- تواصل القوات الجوية الإسرائيلية الضربات الجوية لدعم القوات البرية في جنوب لبنان ولكنها تمتنع عن شن هجمات في أماكن أخرى وفقا لفترة ضبط النفس التي دامت 48 ساعة.
- بدأت قوات الجيش الإسرائيلي وحزب الله بالمشاركة في بلدة عيتا الشعب في جنوب لبنان.
- نقلت وكالة رويترز عن راديو إسرائيل أنه سيتم استدعاء 15 ألف من قوات الاحتياط إلا أنه من غير الواضح ما إذا كانت هذه القوات هي القوات المأذون بها بالفعل أو القوات الإضافية. قال الجيش الإسرائيلي أن اشتباكات مع حزب الله أسفرت عن مقتل 33 جنديا إسرائيليا. لم تعرف إصابات في صفوف حزب الله.
- قال الجيش الإسرائيلي أن الضربات بالقرب من قرية طيبة اللبنانية كانت تهدف إلى حماية القوات البرية العاملة في المنطقة الحدودية ولم تكن تستهدف أهدافا محددة. أعرب الجيش الإسرائيلي عن أسفه لأن أحد الضربات ضرب سيارة عسكرية لبنانية خارج صور بلبنان. قالت قوات الدفاع الإسرائيلية أنه من غير الواضح عدد القتلى. كان مسؤول كبير في وزارة الداخلية اللبنانية أعلن في وقت سابق أن الغارة الجوية أسفرت عن مقتل مساعد لبناني وإصابة ثلاثة جنود. قال المسؤول أن الجنرال نجا من الهجوم. قال الجيش الإسرائيلي أنه يعتقد أن السيارة كانت تقل أحد كبار مقاتلي حزب الله المتورطين في توجيه إطلاق الصواريخ على إسرائيل. في وقت سابق قال الجيش الإسرائيلي أن طائرته أطلقت النار على الحقول المفتوحة المحيطة بقواتها البرية في منطقة طيبة. قال متحدث باسم الجيش الإسرائيلي أن ثلاثة جنود إسرائيليين في المنطقة أصيبوا بجراح طفيفة بعد أن ضرب مقاتلو حزب الله دباباتهم بصاروخ. كما تعرضت مدن منطقة العويضة وكفر شوبا وكفر حمام لضربات مدفعية من الجيش الإسرائيلي.

حزب الله
- أوقف حزب الله نيرانه. «الجيش الإسرائيلي يعول فقط ثلاث قذائف هاون تسقط في إسرائيل... ولا صواريخ». على الأقل ثلاثة في حيفا مما أسفر عن إصابة ستة أشخاص.
- أعلنت قناة المنار التابعة لحزب الله أن صواريخ حزب الله أصابت سفينة حربية إسرائيلية. أفاد مصدر أمني إسرائيلي لوكالة فرانس برس أن أي سفينة إسرائيلية أصيبت بجروح. كما أفادت وكالة رويترز أن حزب الله قال أن الهجوم كان انتقاما من تفجير قانا بلبنان في 30 أغسطس والذي أسفر عن مقتل 54 مدنيا على الأقل. الغارة الجوية التي قتلت العديد من الأطفال وأثارت غضب دولي مهدد بعرقلة العمل من أجل التوصل إلى حل في الصراع بين إسرائيل وحزب الله.
- أصاب صاروخان من حزب الله في منطقة مفتوحة في بلدة كريات شمونة شمال إسرائيل بيد أنه لم ترد أنباء عن وقوع إصابات وفقا لما ذكره مسؤولون بالشرطة الإسرائيلية. كانت الاشتباكات الأولى من نوعها التي شنها حزب الله على شمال إسرائيل من جنوب لبنان في اليوم. رد حزب الله بإطلاق عشرات الصواريخ يوميا على شمال إسرائيل مما أسفر عن مقتل 18 مدنيا إسرائيليا على الأقل وفقا لالجيش الإسرائيلي.

الأمم المتحدة
- ذكرت وكالة رويترز أنه في الأمم المتحدة تم تأجيل اجتماع لمجلس الأمن حول التخطيط لقوة جديدة لحفظ السلام «حتى يكون هناك وضوح سياسي أكثر» على الطريق الذي سيواجهه النزاع في الشرق الأوسط. كان الأمين العام للأمم المتحدة كوفي أنان قد دعا الاجتماع 28 يوليو بيد أن القوى الكبرى في العالم قالت أنه لا يمكن فرض أي قوة حتى يتوقف القتال وأن إسرائيل ولبنان وحزب الله يوافقون على نشرها وفقا لما ذكرته وكالة رويترز.
- وصلت فرق من الصليب الأحمر والأمم المتحدة إلى بلدة بنت جبيل في جنوب لبنان لدراسة الأضرار وإجلاء السكان بعد يوم واحد من القتال العنيف خفضت الكثير من المنطقة إلى الأنقاض.
- أعرب مجلس الأمن الدولي عن «صدمته وحزنه» للهجوم الإسرائيلي الذي وقع في اليوم السابق والذي قتل فيه 54 مدنيا لبنانيا معظمهم من الأطفال.

الولايات المتحدة
- قال الرئيس بوش أنه لا يمكن وقف إطلاق النار حتى يتم اقتحام حزب الله واحترام الحدود الدولية مؤكدا مجددا الموقف الأمريكي من الصراع. قال بوش في حديثه في فلوريدا أن إسرائيل لها الحق في الدفاع عن نفسها ودعت إيران وسوريا إلى التوقف عن مساعدة حزب الله. قال بوش «أنه يتعين على إيران إنهاء دعمها المالي وتوفير الأسلحة للمجموعات الإرهابية مثل حزب الله». أضاف «يجب على سوريا إنهاء دعمها للإرهاب واحترام سيادة لبنان». قالت وزيرة الخارجية الأمريكية كوندوليزا رايس التي تحدثت في وقت سابق أنها تعتقد أنه يمكن التوصل إلى حل للأزمة هذا الأسبوع.

إسرائيل
- وصفت إسرائيل غارة قانا بوقوع خطأ مأساوي واعتذر إيهود أولمرت عن الألم الذي تعرض له الشعب اللبناني. أضاف «نحن نقاتل إرهابيين لا يعرفون حدودا». في خطابه اليوم قال أن حزب الله عانى من «ضربة قوية» في القتال. قال أن القوات الإسرائيلية والضربات الجوية تسببت في أضرار جسيمة لقدرة حزب الله على إطلاق صواريخ على إسرائيل وتعطيل طرق إمداداتها من سوريا. أضاف «إننا سنوقف الحرب عندما يتم إزالة التهديد الصاروخي... فإن جنودنا الأسرى يعودون إلى ديارهم في سلام وأنكم قادرون على العيش في سلام وأمن». «نحن ندفع ثمن ثمين جدا ولا يطاق تقريبا من حيث الخسائر في الأرواح وأضرار كبيرة للممتلكات العامة والخاصة والهدوء - ونحن لسنا على استعداد للتخلي عن حقنا في العيش حياة عادية تماما والتي لا تخضع للإرهاب والكراهية والتعصب» حسبما قال أولمرت.
- قال دان جيلرمان السفير الإسرائيلي لدى الأمم المتحدة أنه «غير قلق حقا» من الإعلان السوري اليوم.
- وزير الدفاع الإسرائيلي أمير بيريتز قال أنه على الرغم من التوقف لمدة 48 ساعة عن الغارات الجوية على جنوب لبنان إلا أن إسرائيل لا يمكن أن توافق على وقف فوري لإطلاق النار.
- في نيويورك قال نائب رئيس الوزراء الإسرائيلي شيمون بيريز أن مشكلة إسرائيل هي أنصار حزب الله السوري والإيراني وليس لبنان. أضاف «على الرغم من أن حزب الله هو هيئة لبنانية فإنها لا تخدم أي غرض لبناني». قال أن هدفهم هو «جعل لبنان جزءا من مجال نفوذ إيران».

سوريا
- أصدر الرئيس السوري بشار الأسد توجيهاته إلى جيش بلاده لتعزيز استعدادها وتعهد بدعم المقاومة اللبنانية ضد إسرائيل وفقا لما ذكرته وكالة الأنباء السورية.

لبنان
- قصفت الغارات الجوية والمدفعية الإسرائيلية لبنان منذ ذلك الحين مما أدى إلى مقتل ما يقرب من 500 شخص وفقا لقوات الأمن الداخلي اللبنانية.